# 도굴산문
도굴산문, 도굴산파, 사굴산문(闍崛山門) 또는 사굴산파(闍崛山派)는 신라 말기와 고려 초기에 성립된 선종 구산의 하나이다. 범일(梵日)국사가 문성왕 8년(846)에 개산하였으며 9산 중에 가장 번창하였다. 그 옛자리는 현재 강원특별자치도 강릉시 구정면 학산리에 있다.
개산조 범일은 품일(品日)이라고 하며 양산사(陽山寺) 지증비(智證碑)에는 고산일(孤山日)이라고 되어 있다. 속성은 김씨이며 구림인(鳩林人)이다. 헌덕왕 2년(810)에 출생하여 15세에 출가, 입당하여 염관제안에 사법하여 문성왕 8년(846)에 귀국하였다. 그 뒤 계속 굴산사에 주석하여 경문왕 · 헌강왕 · 정강왕의 3왕으로부터 존숭을 받았다.
범일의 문하에 개청(開淸) · 행적(行寂) 등 소위 10대 제자들이 사굴산파를 선양하였다. 개청의 제자는 신경(神鏡) · 총정 · 월효 · 환언(奐言) · 혜여(惠如) · 명연(明然) · 홍림(弘琳) 등 수백인이 문풍을 유지 상승하였다. 사굴산 행적의 문하에도 신종(信宗) · 주해(周解) · 임엄(林儼) · 양경(讓景) 등 500여 명의 제자가 종파를 전승하였다. 양경은 신라 헌강왕의 외숙으로, 그는 행적의 뒤를 이어 건성원(乾聖院)에 종풍을 선양하였다. 이 양경이 태백산에 백월비(白月碑)를 세운 지 160년이 지난 뒤 굴산문에 유명한 종장이 나왔는데 광명사(廣明寺)에 있었던 혜조이다.
혜조는 입송(入宋)하여 정인(淨因)선사에 법을 얻어 귀국하여 사굴산 종풍을 빛내다가 순천 계족산에 정혜사(定慧寺)를 세웠다. 문하에 지인(之印) · 탄연(坦然) · 영보(英甫) · 이자현(李資玄) 등 수백인의 명승이 나와 사굴산을 빛낸다. 특히 불일보조(佛日普照)가 사굴산파에서 나와 조계 9산의 중흥조가 되었다.
보조는 팔공산 정혜사(定慧社)를 신종(神宗) 3년(1200)에 송광산 길상사(吉祥寺)로 옮겼으며, 희종(熙宗) 원년(1205) 송광사의 중창공사가 이룩되어 120일간의 경찬법회를 베풀고 희종의 명에 의하여 송광산 정혜사는 조계산 수선사(曹溪山修禪社)로 개칭되어 조계종 굴산파의 제2 본산이 되었다.

## 참고 문헌
- 이 문서에는 다음커뮤니케이션(현 카카오)에서 GFDL 또는 CC-SA 라이선스로 배포한 글로벌 세계대백과사전의 내용을 기초로 작성된 글이 포함되어 있습니다.